# Palocopsis
Palocopsis är ett släkte av skalbaggar. Palocopsis ingår i familjen vivlar.
Kladogram enligt Catalogue of Life:
| Palocopsis | \| \| Palocopsis tecta \| \| \| \| \| \| Palocopsis vagans \| \| \| \| |
|            | \| \| Palocopsis tecta \| \| \| \| \| \| Palocopsis vagans \| \| \| \| |
|            | Palocopsis tecta                                                       |
|            |                                                                        |
|            | Palocopsis vagans                                                      |
|            |                                                                        |